# Rossby-szám
A Rossby-szám dimenzió nélküli viszonyszám, a folyadékáramlások leírásában használatos. A tehetetlenségi erő és a Coriolis-erő viszonyát jellemzi.
Széles körben használják az óceánok és az atmoszféra geofizikai jelenségeinek leírásában. Többnyire a bolygó forgásából következő Coriolis-erő fontosságát mutatja meg.
Ismert Kibel-szám néven is.
A Rossby-szám definíciója: (jelölése: Ro és nem {\displaystyle R_{o}})
{\displaystyle Ro={\frac {U}{Lf}}}
ahol
U és L a jelenséget jellemző sebesség és hossz,
f = 2 Ω sin φ a Coriolis frekvencia, ahol Ω a bolygó szögsebessége és φ a földrajzi szélesség.
A Rossby-számot Carl-Gustav Arvid Rossby után nevezték el.
Kis Rossby-szám a Coriolis-erő nagyobb hatását mutatja, nagy Rossby-szám olyan esetre jellemző, amikor a tehetetlenségi és centrifugális erők dominálnak. 
Például tornádó esetén a Rossby-szám nagy (≈ 103), alacsony nyomású rendszerben pedig kis értékű (≈ 0,1 – 1). Tengeri áramlatok esetén értéke gyakran 1 körüli, de ettől jelentős eltéréseket mutathat.
Ennek megfelelően a tornádókban a Coriolis-erő hatása elhanyagolható, nagyobb szerepet játszik a nyomás és a centrifugális erő.
Alacsony nyomású rendszerekben a centrifugális erő elhanyagolható, a Coriolis-erő és a nyomás egyensúlya alakítja a jelenséget. Az óceánok viselkedésében mindhárom fajta erő szerepet játszik.

## Fordítás
Ez a szócikk részben vagy egészben  a   Rossby number című angol Wikipédia-szócikk fordításán alapul.  Az eredeti cikk szerkesztőit annak laptörténete sorolja fel. Ez a jelzés csupán a megfogalmazás eredetét és a szerzői jogokat jelzi, nem szolgál a cikkben szereplő információk forrásmegjelöléseként.

## További irodalom
Numerikus analízis és Rossby-szám szerepe: 
- Dale B. Haidvogel & Aike Beckmann. Numerical Ocean Circulation Modeling. Imperial College Press, 27. o. (1998). ISBN 1-86094-114-1
- Zygmunt Kowalik & T. S. Murty. Numerical Modeling of Ocean Dynamics: Ocean Models. World Scientific, 326. o. (1993). ISBN 981-02-1334-4

Történelmi visszatekintés Rossby fogadtatásáról az Egyesült Államokban:
- Jeffery Rosenfeld. Eye of the Storm: Inside the World's Deadliest Hurricanes, Tornadoes, and Blizzards. Basic Books, 108. o. (2003). ISBN 0-7382-0891-4